# Hongseong
Hongseong (Hongseong-gun, âm Hán Việt: Hồng Thành quận) là một huyện ở tỉnh Chungcheong Nam, Hàn Quốc. Huyện này có diện tích 443,5 km², dân số năm 2001 là 93.558 người.  Người dân nổi tiếng có Seong Sam-mun và Kim Jwa-jin.  Đại học Chungwoon nằm ở Hongseong.

## Dân số
Phân bố dân số của huyện Hongseong:
| Quận hành chính | Nam    | Nữ     | Tổng   | Phần trăm |
| --------------- | ------ | ------ | ------ | --------- |
| Hongseongeup    | 21,370 | 21,799 | 43,169 | 49.09%    |
| Gwangcheoneup   | 5,547  | 5,477  | 11,024 | 12.53%    |
| Hongbukmyeon    | 2,312  | 2,280  | 4,592  | 5.22%     |
| Gummamyeo       | 1,949  | 1,934  | 3,883  | 4.42%     |
| Hongdongmyeo    | 1,968  | 1,873  | 3,841  | 4.37%     |
| Janggokmyeon    | 1,723  | 1,790  | 3,513  | 3.99%     |
| Eunhamyeo       | 1,438  | 1,430  | 2,868  | 3.26%     |
| Gyeolseongmyeon | 1,268  | 1,282  | 2,550  | 2.90%     |
| Seobumyeon      | 1,824  | 2,027  | 3,851  | 4.38%     |
| Galsanmyeon     | 2,105  | 2,102  | 4,207  | 4.78%     |
| Guhangmyeon     | 2,279  | 2,170  | 4,449  | 5.06%     |
| Tổng            | 43,783 | 44,164 | 87,947 | 100%      |